# 第9太陽周期
第9太陽周期（だいきゅうたいようしゅうき、Solar cycle 9）は、1755年に太陽黒点の活動が記録され始めてから9番目の太陽活動周期である。1843年7月から1855年12月まで12年5ヶ月続いた。月平均の平滑化太陽黒点数の最大は219.9個（1848年2月）であり、最小（周期開始時）は17.6個であった。なお第9太陽周期から第10太陽周期へ移行する間、合計約654日間にわたり黒点が現れなかった。

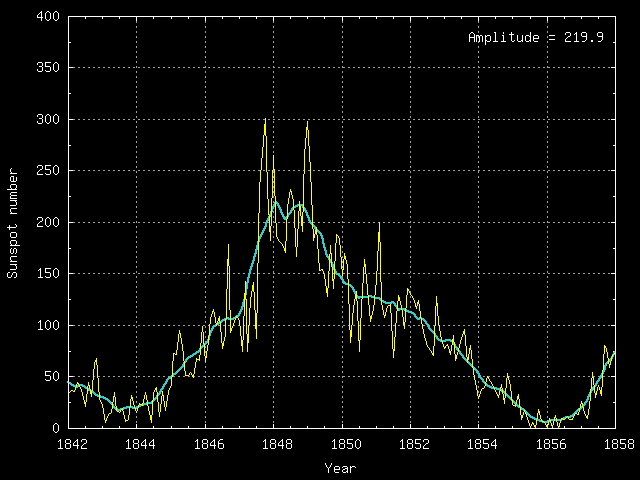
黄色い線は月平均の黒点数、青い線は平滑化された黒点数を表す

## 概要
第9太陽周期は、ドイツ人天文学者のハインリッヒ・シュワーベが太陽活動周期を発見した1843年に始まったとされる。この周期の中で、エドワード・サビーン、ルドルフ・ウォルフなどの科学者により、太陽の活動が地磁気サイクルに影響を与えることを発見した。またウォルフは、黒点数の観測時に発生する小さな誤差を埋め合わせるためにウォルフ黒点相対数を考案し、これは現在でも用いられている。

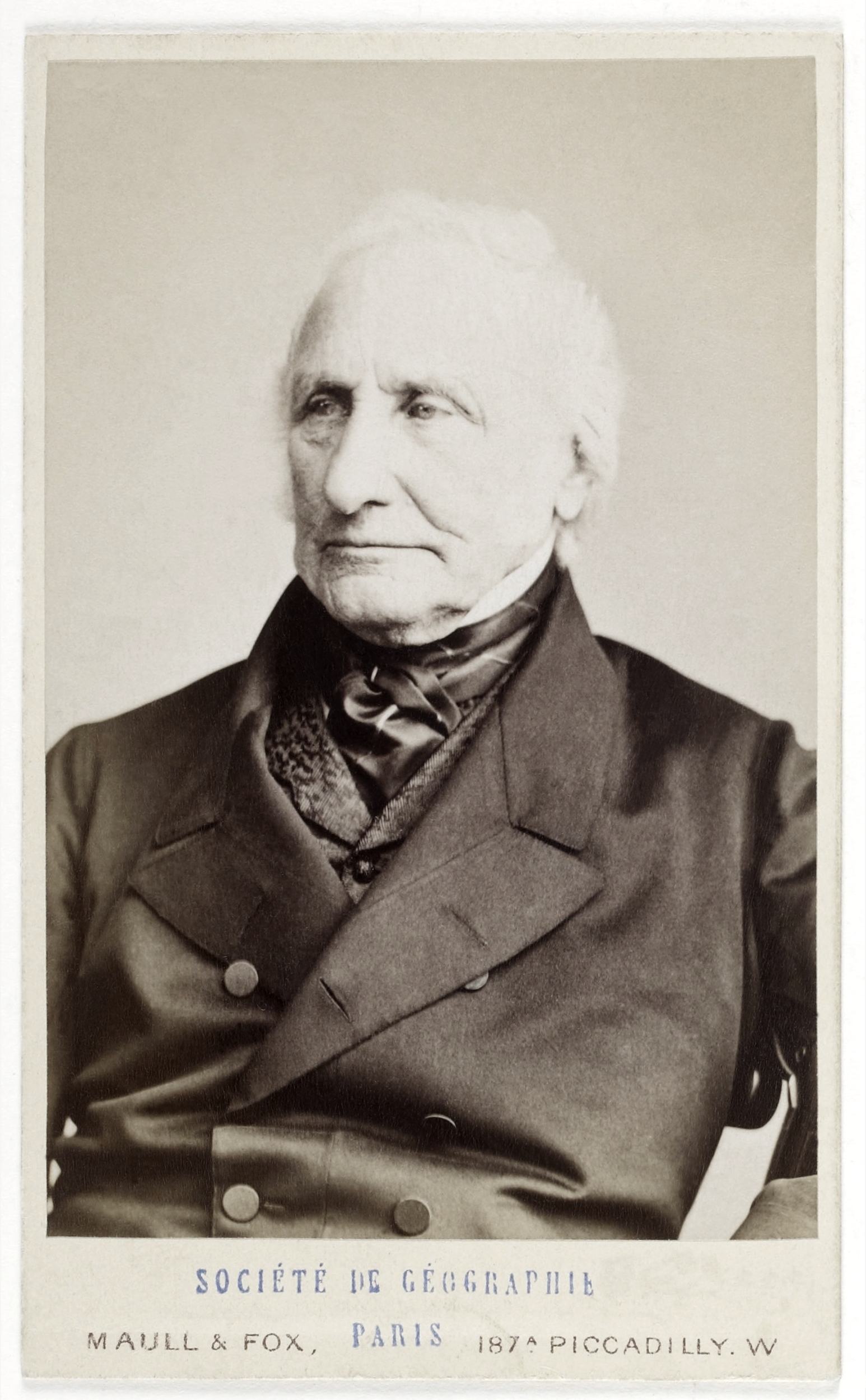
第9太陽周期の間、エドワード・サビーンや他の科学者は、地磁気サイクルと太陽活動周期の関係性を見出した。

この周期では、地磁気誘導電流が初めて観測された。キングス天文台の名誉所長であり、サビーンの同僚でもあったフランシス・ロナルズは、1848年に電信技士から異常な磁針の動きに関するデータを受け取った。彼はこの現象を解き明かすために、大気電気や地磁気の変化について記録した自身の研究結果と比較したものの、この時点では原因を特定するには至らなかった。
第9太陽周期の影響による地磁気活動は、1847～48年頃の上昇時と、1851～54年の下降時でより活発になり、二度のピークが訪れたことが分かっている。